# التغير المناخي في الشرق الأوسط وشمال إفريقيا
يشير التغير المناخي في الشرق الأوسط وشمال أفريقيا إلى التغيرات المناخية التي تطرأ على تلك المنطقة وإلى الاستجابة اللاحقة لها واستراتيجيات التكيف معها والتخفيف من آثارها. في عام 2018، انبعث من منطقة الشرق الأوسط وشمال أفريقيا 3.2 مليار طن من غاز ثاني أكسيد الكربون، وأنتجت ما نسبته 8.7% من انبعاثات غازات الاحتباس الحراري العالمية، على الرغم من أن نسبة سكان تلك المناطق لا تتجاوز 6% من سكان العالم. تأتي هذه الانبعاثات في غالب الأحيان من قطاع الطاقة، وهي جزء لا يتجزأ من اقتصادات العديد من دول الشرق الأوسط وشمال أفريقيا، وذلك بسبب احتياطات النفط والغاز الطبيعي الكبيرة الموجودة في تلك المناطق. 
تنظر منظمة الأمم المتحدة والبنك الدولي ومنظمة الصحة العالمية إلى مشكلة التغير المناخي باعتبارها واحدة من أكبر التحديات التي تواجه العالم في القرن الحادي والعشرين، لما تحمله من تأثيرات غير مسبوقة على النظم الطبيعية لكوكب الأرض. تعد التغيرات الشديدة في درجات الحرارة، والتغيرات في مستوى سطح البحر، والتحول في أنماط هطول الأمطار، وزيادة وتيرة حدوث الظواهر الجوية المتطرفة بعضًا من الآثار الرئيسية للتغير المناخي، كما حددتها اللجنة الدولية للتغيرات المناخية. تعد منطقة الشرق الأوسط وشمال أفريقيا معرضة بشكل خاص لمثل هذه التأثيرات بسبب بيئتها الجافة وشبه القاحلة، وتواجه تحديات مناخية عديدة، كتراجع المعدل السنوي للهطول المطري وارتفاع درجات الحرارة وجفاف التربة. من المتوقع أن تتفاقم الظروف المناخية التي تزيد فرصة حدوث مثل هذه الظواهر في منطقة الشرق الأوسط وشمال أفريقيا خلال القرن الحادي والعشرين. من المتوقع أن تصبح بعض أجزاء الشرق الأوسط وشمال أفريقيا مناطق غير صالحة للسكن قبل حلول عام 2100 في حال لم تتراجع انبعاثات الغازات الدفيئة فيها بشكل كبير. 
من المتوقع أن يضيف التغير المناخي ضغطًا كبيرًا على الموارد المائية والزراعية النادرة بالأصل في منطقة الشرق الأوسط وشمال أفريقيا، الأمر الذي يهدد الأمن القومي والاستقرار السياسي في جميع البلدان المشمولة. لذلك، انخرطت بعض دول المنطقة في قضية تغير المناخ على المستوى الدولي، من خلال انضمامها لالتفاقيات البيئية، كاتفاق باريس للمناخ. اعتمدت بعض الدول أيضًا بعضَ السياسات الخاصة بمواجهة التغير المناخي في الشرق الأوسط وشمال أفريقيا، مع التركيز على تطوير قطاع الطاقات المتجددة.

## الانبعاثات
حددت اللجنة الولية للتغيرات المناخية، مع الغالبية العظمى من علماء المناخ، انبعاثات الغازات الدفيئة التي ينتجها البشر على أنها المسبب الرئيسي للتغير المناخي. تضاعفت انبعاثات الغازات الدفيئة في منطقة الشرق الأوسط وشمال أفريقيا في العقود الثلاثة الماضية أكثر من ثلاثة أضعاف، ويرتفع متوسط حصة كل فرد من الانبعاثات في تلك المنطقة عن المتوسط العالمي، وتتربع العديد من دول الشرق الأوسط في المراكز العشرة الأولى بقائمة الدول حسب انبعاثات ثاني أكسيد الكربون للفرد. من الممكن القول بأن دولتان اثنتان هما المسؤولتان بالمقام الأول عن المستويات المرتفعة لانبعاثات الغازات الدفيئة في هذه المنطقة، وهما المملكة العربية السعودية وإيران، يحتل هذين البلدين المركزين التاسع والسابع في قائمة الدول الأكثر إنتاجًا لغاز ثاني أكسيد الكربون في العالم، وينتج البلدان معًا ما نسبته 40% من انبعاثات الغاز في منطقة الشرق الأوسط وشمال أفريقيا. تعتمد دول الشرق الأوسط وشمال أفريقيا بشكل أساسي على الوقود الأحفوري لتوليد الكهرباء، فعلى سبيل المثال، تحصل تركيا على 97% من الطاقة التي تحتاجها من النفط والغاز الطبيعي والفحم. يعتبر استخراج وتصدير الوقود الأحفوري مكونًا مهمًا من مكونات الاقتصاد في بلدان منطقة الشرق الأوسط وشمال أفريقيا، التي تمتلك 60% من احتياطات النفط العالمية، إضافة إلى 45% من احتياطات الغاز الطبيعي العالمية المعروفة. 
تسبب فشل خطة إصلاح الدعم الإيرانية خلال العقد الثاني من القرن الحادي والعشرين في جعل إيران أكبر داعم للوقود الأحفوري في العالم لعام 2018. لكن، وعلى عكس الدول الأخرى التي نجحت في إلغاء دعم المواد النفطية من خلال العمل التدريجي، حاولت الحكومة الإيرانية في نهاية العقد خفضَ الدعم عن مادة البنزين، ما تسبب بإشعال موجة من أعمال شغب بين الإيرانيين

## التأثيرات الحالية والمتوقعة للتغير المناخي على منطقة الشرق الأوسط وشمال أفريقيا
توقعت اللجنة الدولية للتغيرات المناخية أن يرتفع متوسط درجات الحرارة العالمية أكثر من 1.5 درجة في نهاية القرن الحادي والعشرين. واعتبرت اللجنةُ منطقةَ الشرق الأوسط وشمال أفريقيا بؤرةً ساخنةً لتغيرات درجات الحرارة في المستقبل القريب بسبب ظروفها البيئة القاحلة. من المتوقع أن تكون معدلات الاحترار خلال أشهر فصل الشتاء منخفضة، بالمقابل، تشير نفس التوقعها إلى حدوث ازدياد في درجات حرارة فصل الصيف بشكل كبير. من المتوقع أيضًا أن يؤثر تزايد درجات الحرارة على خفض معدلات الهطولات المطرية وما يرتبط بها من استنزاف لرطوبة التربة، والحد من التبريد التبخيري. نتيجة لذلك، من المتوقع أن ترتفع درجات الحرارة القصوى وأن يزداد تواترها في منطقة الشرق الأوسط وشمال أفريقيا. تضاعف، وفقًا لدراسة نشرها معهد ماكس بلانك للكيمياء عام 2016، عدد الأيام الحارة للغاية، في الفترة ما بين سبعينيات القرن العشرين والوقت الذي نُشر فيه التقرير. تتوقع الدراسة حدوث موجات حر مدتها 80 يومًا بحلول عام 2050، و 118 يوم بحلول عام 2100. من المتوقع أن تتسبب الارتفاعات في درجات الحرارة في زيادة عدد العواصف الرملية المرتبطة بفترات الجفاف الطويلة، وستجعل من أجزاءٍ كبيرة من منطقة الشرق الأوسط وشمال أفريقيا أماكن غير قابلة للسكن.  
كان متوسط درجات الحرارة خلال أكثر الأيام حرارة في السنوات الثلاثين الماضية 43 درجة مئوية. توقع الكيميائي الهولندي المتخصص بالغلاف الجوي، يوهانس ليليفيلد أن تصل درجة الحرارة القصوى إلى 50 درجة مئوية، وذلك وفقًا للسناريوهات المناخية الحالية التي وضعتها اللجنة الدولية للتغيرات المناخية. كما أشار يوهانس ليفيليد إلى أنه من المتوقع أن يرتفع متوسط درجات الحرارة في الصيف بنسبة تصل إلى 7% في جميع مناطق الشرق الأوسط وشمال أفريقيا، وبنسبة تصل إلى 10% في المناطق شديدة التحضر. اعتُبرت درجات الحرارة العالية تهديدًا لصحة الإنسان، إذ تزيد من فرص تعرض الأفراد للإرهاق والنوبات القلبية والوفاة. توقع عالم المناخ علي أحمد عليبور أن يتضاعف معدل الوفيات المرتبطة بارتفاع درجات الحرارة في منطقة الشرق الأوسط وشمال أفريقيا عشرين مرة بحلول نهاية القرن، مقارنة مع مثيله في الوقت الحالي. 

### شح المياه
تواجه مناطق الشرق الأوسط وشمال أفريقيا في الوقت الحالي شحًا كبيرًا في المياه، إذ تقبع 12 من دول هذه المنطقة في قائمة أكثر 17 دولة في العالم معاناةً من الإجهاد المائي. يعتبر البنك الدولي منطقة ما تعاني من إجهاد مائي، عندما تنخفض حصة الفرد من الإمدادات المائية فيها دون 1700 متر مكعب في السنة. يبلغ متوسط إمدادات المياه للفرد الواحد في جميع أنحاء منطقة الشرق الأوسط وشمال أفريقيا 1274 متر مكعب في السنة، ويصل في بعض البلدان إلى 50 متر مكعب فقط. يعتمد القطاع الزراعي في منطقة الشرق الأوسط وشمال أفريقيا بشكل كبير على أنظمة الري بسبب مناخه الجاف، إذ يُستخدم 85% من موارد المياه العذبة للأغراض الزراعية. تشير اللجنة الدولية للتغيرات المناخية إلى أن السبب في التغير الحالي في توزيع الهطولات المطرية في العالم يكمن في زيادة انبعاثات الغازات الدفيئة، إذ ازداد معدل هطول الأمطار في المناطق الرطبة ذات خطوط العرض المرتفعة والمتوسطة، وانخفض في المناطق الاستوائية الجافة كمنطقة الشرق الأوسط وشمال أفريقيا. تسببت هذه التغيرات بالضغط بشكل كبير على القطاع الزراعي في المنطقة، وارتفع تواتر وشدة حالات الجفاف في المنطقة بشكل ملحوظ خلال العقد الماضي. 